# Роулинг, Билл
Сэр Уоллас Эдвард «Билл» Роулинг (англ. Wallace Edward «Bill» Rowling; 15 ноября 1927 — 31 октября 1995) — 30-й премьер-министр Новой Зеландии (1974—1975). Был назначен на пост главы правительства после смерти очень популярного Нормана Кёрка и занимал эту должность около года. Оказался неспособен удержать власть, но продолжал занимать пост руководителя Лейбористской партии после поражения на выборах.

## Ранние годы
Роулинг родился в пригороде Марири, рядом с городом Мотуэка, недалеко от Нельсона. Он происходил из старинной фермерской семьи. Получил образование в колледже Нельсона и университете Кентербери по специальности экономика. Он также учился в педагогическом колледже Крайстчерча по специальности педагог. После завершения образования Роулинг преподавал в нескольких школах округа, в том числе в Мотуэке, КраЙстчерче, Уэйверли, а также в Нортлэнде. В 1958 году Роулинг оставил работу учителя и вступил в новозеландскую армию, став помощником директора по образованию в армии. Короткое время он проходил службу в Малайзии и Сингапуре во время «малайского восстания».

## Член парламента
На выборах 1960 года Роулинг стал кандидатом в депутаты Лейбористской партии от округа Фендалтон в Крайстчерче. Фендалтон был твёрдым оплотом националистов, и Роулинг проиграл кандидату Национальной партии Гарри Лэйку (который в новом националистском правительстве был назначен министром финансов). Однако спустя два года Роулинг успешно принял участие в дополнительных выборах от округа Буллер, на место освободившееся в связи со смертью выдающегося деятеля лейбористов Джерри Скиннера. Роулинг занимал этот пост до выборов 1972 года, когда этот округ был упразднён, и Роулинг был избран от нового округа Тасман, который он объездил вдоль и поперёк в доме на колесах, в котором он в то время жил.
После выборов 1972 года Лейбористская партия во главе с Норманом Кёрком пришла к власти и Роулинг был назначен министром финансов. Это выглядело замечательным продвижением для человека ранее не занимавшего министерских постов. Деятельность Роулинга на посту министра финансов была бурной, из-за множества серьёзных экономических проблем возникавших во время нахождения его в должности.

## Премьер-министр
После внезапной смерти Кёрка в 1974 году, Роулинг выступил в роли сменившего его лидера. Пока партия не сделала свой выбор обязанности премьер-министра несколько дней выполнял Хью Уотт. 6 сентября 1974 года Роулинг был избран на посты лидера партии и премьер-министра. В отличие от Кёрка и Малдуна Роулинг выступал за разрешение абортов.
На посту руководителя подвергался атакам со стороны оппозиции во главе с Робертом Малдуном, и в целом характеризовался как слабый политик. Его сторонники отрицали это, говоря что он отказывался принимать участие в конфронтационной и агрессивной политике, стиль которой был свойственен Малдуну.

## Лидер оппозиции
Выборы 1975 года завершились поражением лейбористов. Лейбористская партия проводила кампанию, известную как «Граждане за Роулинга», в которой приняли участие выдающиеся новозеландцы, поддерживающие Роулинга. Эта компания выглядела слишком элитарной и в целом скорее навредила политику.
В конце 1970-х годов Роулинг вызвал отчуждение со стороны маори, удалив из руководства оппозиции Мат Рата, успешного и уважаемого деятеля маори. До этого Роулинг занял место Рата на посту руководителя комитета Лейбористской партии по делам маори. Мата Рата справедливо жаловался на нечувствительность политики лейбористов по отношению к маори и вышел из партии, создав собственную партию «Мана Моутахаки», предшественницу партии Маори.
Вмешательства Роулинга в «дела» Мойла и О’Брайена многими расценивались как неуклюжие и излишние. Относительно «дела Мойла»: «Роулинг настаивал на том, чтобы его близкий друг Колин Мойл покинул свой пост». На конференции Лейбористской партии 1977 года было множество протестующих; многие из ЛГБТ-сообщества так и не простили его (подробнее о Джеральде О’Брайене и «деле О’Брайена» см. Henderson с. 167).
Тем не менее Роулинг удержался на посту лидера лейбористов и постепенно вернул себе общественную симпатию. На выборах 1978 и 1981 годов лейбористы получили больше голосов, чем националисты, но им не удалось получить большинство в парламенте.
Хотя Роулинг многое сделал, чтобы избавиться от своего негативного образа, многие лейбористы полагали, что настало время перемен. В 1983 году Роулинга сменил на посту лидера партии харизматичный Дэвид Лонги, который привёл партию к победе над Малдуном на выборах 1984 года. В том же году Роулинг покинул парламент.

## Поздние годы
После ухода из политики Роулинг был назначен послом в США (1985—1988). Он находился на этом посту в разгар противоречий между США и Новой Зеландией по вопросу о размещении ядерного оружия и членства его страны в АНЗЮС. После возвращения на родину Роулинг работал во многих общественных организациях и трастовых фондах. Он также принял активное участие в работе Музея Новой Зеландии и стал «движущей силой» при создании Та-Папа. Роулингу была пожалована степень рыцаря-командора ордена Святого Михаила и Святого Георгия, он был почётным доктором права, а также Командором голландского ордена Ораниен-Нассау.
Роулинг скончался от рака в Нельсоне 31 октября 1995 года.